# ソウル冠岳警察署
ソウル冠岳警察署（ソウルクァナクけいさつしょ）は、ソウル地方警察庁所管の警察署である。

## 管轄区域
- 冠岳区(棗園洞を除く）

## 沿革
- 1976年12月20日 -冠岳区方背洞に開設。管轄区域は冠岳区のうち方背洞、舎堂洞、奉天洞、新林洞（1、2洞と5、6洞）
- 1980年4月1日 - 方背洞が江南区に編入、舎堂洞の一部が銅雀区に分区されたためされたため管轄区域が江南区のうち方背洞、銅雀区のうち舎堂洞の一部、冠岳区のうち奉天洞、新林洞（1、2洞と5、6洞）になる。警察署の所在地が江南区方背洞になる。
- 1988年1月1日 - 江南区の一部が分離して瑞草区が成立、冠岳区新林洞が分洞したのに伴い、管轄区域が瑞草区のうち方背洞、銅雀区のうち舎堂洞の一部、冠岳区のうち奉天洞、新林洞（1、2洞と5、6洞と9、10洞、本洞）になる。警察署の所在地が瑞草区方背洞になる。
- 1991年11月10日 - 方背警察署を分離。管轄区域が冠岳区のうち奉天洞、新林洞（1、2洞と5、6洞、9、10洞、本洞）になる。
- 1994年7月15日 - 現在地に建物を移転。
- 2001年11月27日 - ソウル冠岳警察署に名称を改称。
- 2006年3月1日 - ソウル衿川警察署から冠岳区内の派出所を編入。（ただし、棗園洞は今までどおりソウル衿川警察署の管轄。）管轄区域が棗園洞を除く冠岳区になる。

## 管轄地区隊
- 堂谷地区隊
- 落星垈地区隊
- 新林地区隊
- 冠岳山地区隊
- 奉天地区隊

## 管轄派出所
- 蘭友派出所
- 美星派出所
- 新士派出所
- 南峴派出所